# Mormonia gueneoi
Mormonia gueneoi là một loài bướm đêm trong họ Noctuidae.